# Nyborg Kommune (1970–2006)
| Strukturdaten       | Strukturdaten  |
| ------------------- | -------------- |
| Sitz der Verwaltung | Nyborg         |
| Fläche              | 83,57 km²      |
| Einwohner           | 19.134 (2006)  |
| Kommune seit 2007   | Nyborg Kommune |
| Website             | www.nyborg.dk  |

Nyborg Kommune war bis Dezember 2006 eine dänische Kommune im damaligen Fyns Amt im Osten der Insel Fünen. Sie entstand im Zuge der Kommunalreform im Jahre 1970 aus den Gemeinden (sog. Sognekommuner, damals bestehend aus einem oder mehreren Kirchspielen) Nyborg Land, Aunslev-Bovense, Vindinge und der Købsstadskommune Nyborg. Seit Januar 2007 ist sie zusammen mit den ehemaligen Kommunen Ullerslev und Ørbæk Teil der neuen Nyborg Kommune.